# Dilúvio de Todos os Santos
O Dilúvio de Todos os Santos de 1570 ocorreu de 1 a 2 de novembro de 1570 e é considerado o pior desastre de inundação do Mar do Norte antes do século XX. Inundou toda a costa da Holanda e da Frísia Oriental. Os efeitos foram sentidos desde Calais em Flandres até a Jutlândia e até mesmo na Noruega. Embora os supostos números de vítimas tenham sido baseados principalmente em estimativas aproximadas e devam ser vistos com ceticismo, até 25 000 mortes podem ser presumidas.